# Bezzia armatipes
Bezzia armatipes är en tvåvingeart som beskrevs av Jean-Jacques Kieffer 1910. Bezzia armatipes ingår i släktet Bezzia och familjen svidknott. Inga underarter finns listade i Catalogue of Life.